# Honda Elysion
Honda Elysion – samochód osobowy o nadwoziu typu van produkowany przez japoński koncern motoryzacyjny Honda Motor Company w latach 2004 - 2013 jako ośmiomiejscowy van, sprzedawany tylko w Japonii. 

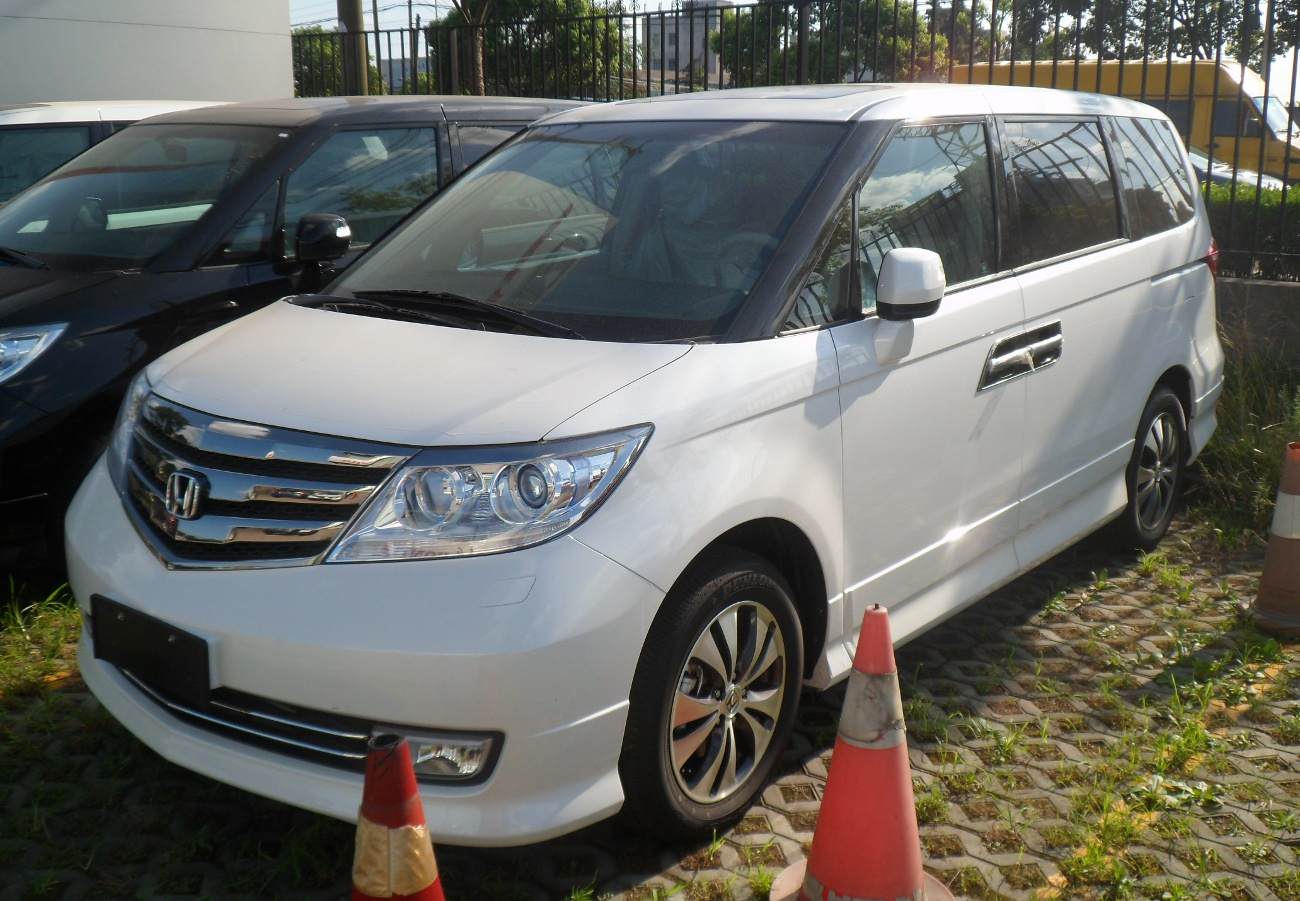
Honda Elysion Prestige

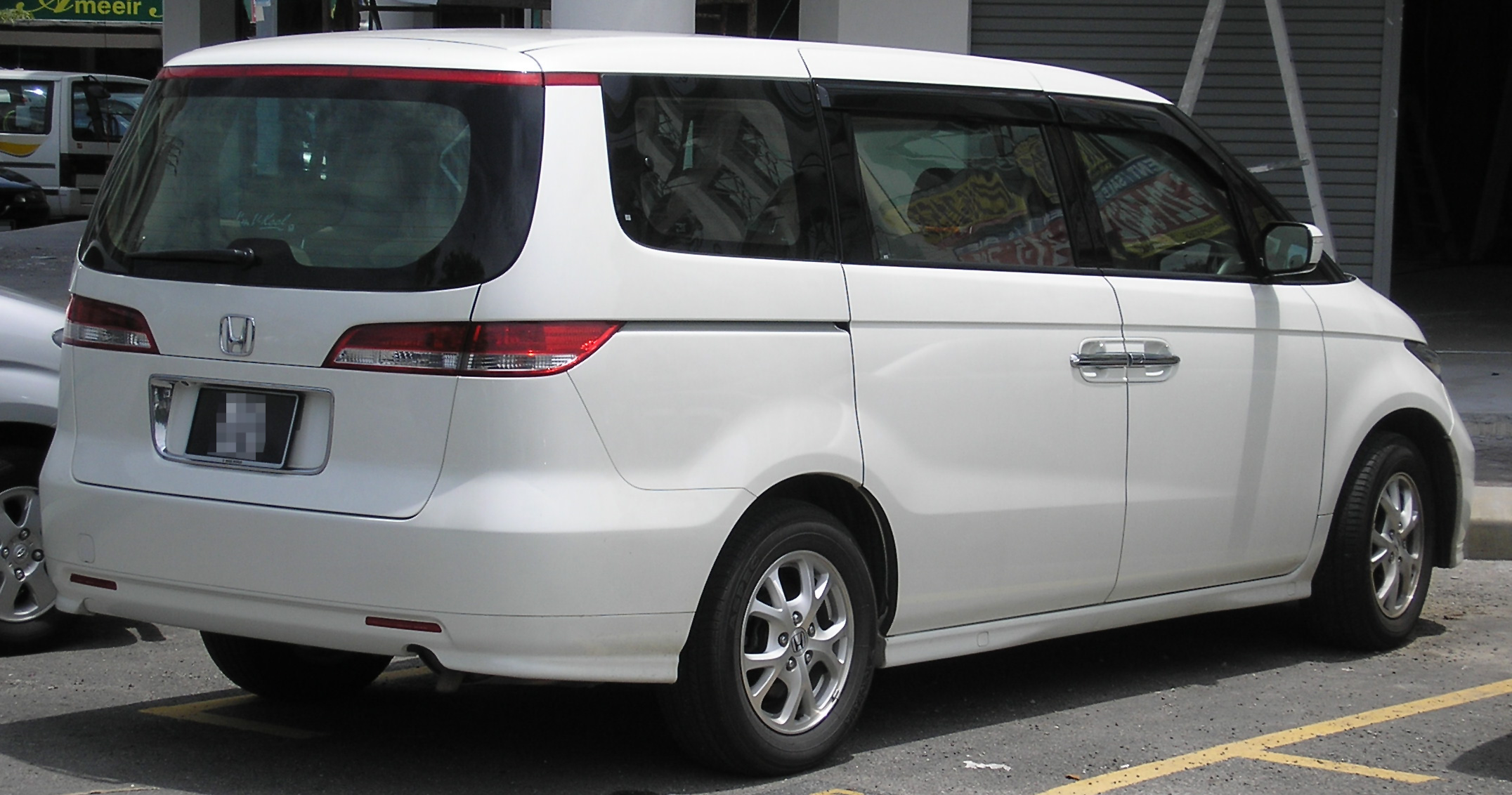
Tył Elysion w wersji standardowej

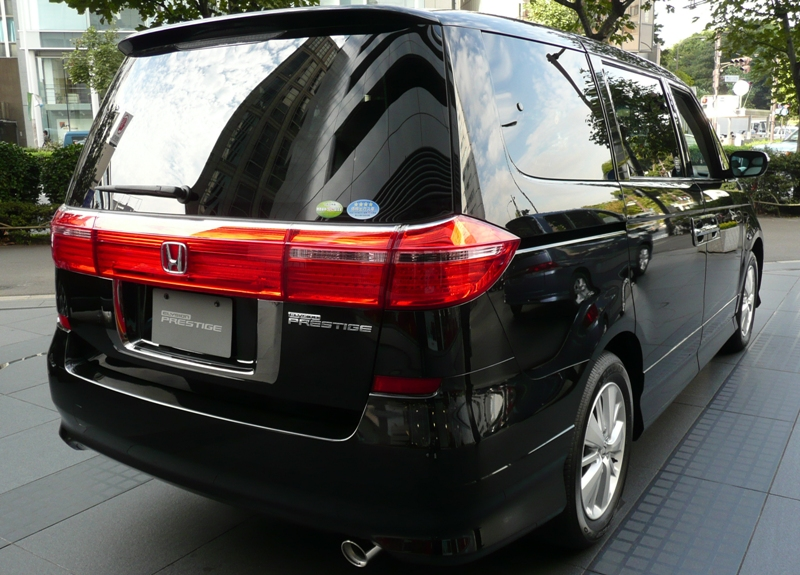
Tył Elysion w wersji Prestige

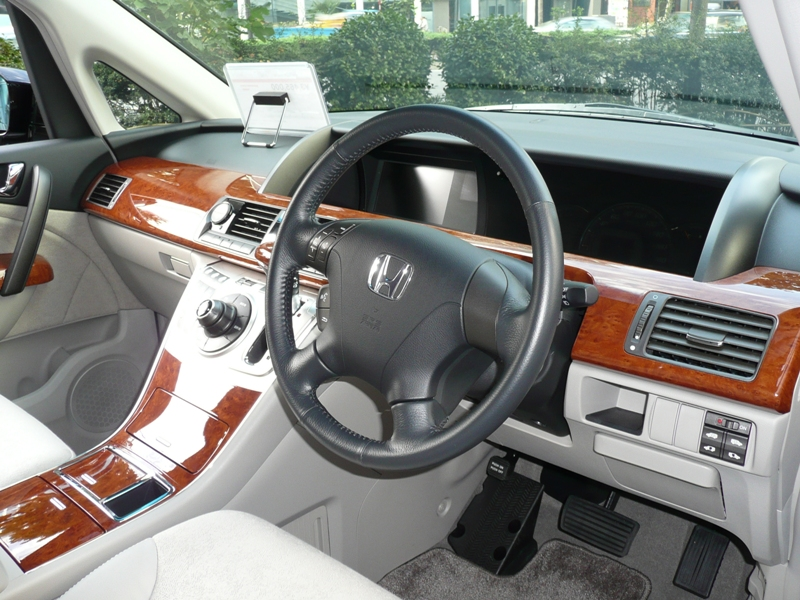
Wnętrze wersji Prestige

Elysion zaprezentowany został podczas salonu samochodowego w Tokio w 2003. Do sprzedaży wszedł 13 maja 2004 roku. 29 września 2005 roku do sprzedaży wprowadzono wersję po restylingu wyposażenia. W 2008 roku przeprowadzono facelifting modelu. W Japonii wykorzystywany do świadczeń transportu miejskiego. Silnik 3.5 V6 był oferowany wyłącznie w wersji Prestige, jego moc to 300 KM w wersji z napędem na przednią oś i 279 KM w wersji z napędem na 4 koła.

## Poziomy wyposażenia
- Aero
- VG Premium
- G Aero HDD Navi
- VG Aero HDD Navi
- Prestige